# Melkizedek
Melkizedek (héberül מלקי צדק) más néven Melkisédek egy bibliai szereplő a Mózes első könyve (Genezis) Gn 14, 18 könyvéből, ahol találkozik Ábrahámmal, megáldja és elfogadja a tizedet. Őt „királynak és a Magasságos főpapjának” nevezik (itt az Elohimot használják, nem a JHVH-t), akit kenyérrel és borral áldoz. A zsidó vallás Melkizedeket Noé fiával, Sémmel azonosítja. Krisztust a zsidókhoz írt levél 5. fejezete Melkizedek rendje szerint papként említi. A Római Katolikus Egyház szentmiséjében az első eucharisztikus imában Krisztus áldozatát Melkizedek áldozatával vetik össze a Zsidókhoz írt levél 110:4-ből vett idézete szerint: Zsd 5, 6 ; Zsd 7, 7 ; Zsd 7, 21.

## A név etimológiája
Zedek volt Jeruzsálem neve, Melki-Zedek pedig a királyának adott cím.

## Melkizedek más vallásokban
A mormonizmusban lehetőség van arra, hogy a hívők megszerezzék az ún. melkizedeki papságot.

## Fordítás
- Ez a szócikk részben vagy egészben  a   Melchisedech című cseh Wikipédia-szócikk ezen változatának fordításán alapul.  Az eredeti cikk szerkesztőit annak laptörténete sorolja fel. Ez a jelzés csupán a megfogalmazás eredetét és a szerzői jogokat jelzi, nem szolgál a cikkben szereplő információk forrásmegjelöléseként.